# Посавска регија
Посавска регија (словен. Posavska regija) је једна од 12 статистичких регија Словеније. Највећи град и културно и привредно средиште ове регије је град Кршко. Пре 2015. године, у употреби је био назив Доњепосавска регија (словен. Spodnjeposavska regija).
По подацима из 2005. године овде је живело 69.899 становника.

## Списак општина
У оквиру Посавске регије постоји 6 општина:
- Општина Бистрица об Сотли
- Општина Брежице
- Општина Костањевица на Крки
- Општина Кршко
- Општина Радече
- Општина Севница